# Гардзе (монастырь)
Монастырь Гардзе (также Кандзе, Гандзы) — тибетский буддийский монастырь школы гелуг, расположен в двух километрах от города Гардзе на холме.

## История
Монастырь был построен в 1642 году. В монастыре проживало около 1500 монахов, это был один из крупнейших монастырей в провинции Кам, сравнимый с монастырём в Чамдо. Круг ритуального обхода монастыря паломниками (кора) был почти восемь километров. Монастырь был разрушен китайскими войсками в период между 1909—1918 годами.
После 1981 года монастырь был восстановлен, в нём стало проживать около 700 монахов, включая трёх тулку, один из них основал школу для девочек.

## Описание
Зал собраний
Зал собраний с золотой крышей, с которой открывается вид на долину и город, оснащён длинной галереей с красными деревянными колоннами, ведущей к святилищу.
В зале выставлены фигуры основателей школ Ньингма, Кадам и Гелуг. Драгоценные тангки изображают тантрических божеств, таких как Гухьясамаджа, Чакрасамвара, Ямантака.
Зал Майтреи
В Зале Майтреи находится фигура будды будущего Майтреи, и изображения Сакьямуни, Цонкапы, Дипамкары и Ситатапатры.
Другие помещения
Вверх по лестнице находится библиотека, в которой имеется буддийский канон Кангъюр и древние изображения одиннадцатиголового Авалокитешвары и учителя Цзонкапы (1357—1419). Зал Гонкханг посвящён защитным божествам, вход туда — через чёрную с золотом дверь.
К северо-востоку от монастыря на холме находится восстановленный чортен.